# Paweł Galia
Paweł Galia (ur. 21 lutego 1943 w Srocku) – polski aktor teatralny, filmowy i głosowy oraz reżyser dubbingowy.

## Życiorys
Absolwent XXI Liceum Ogólnokształcącego im. Bolesława Prusa w Łodzi. W 1965 roku ukończył studia na PWST w Krakowie. 19 listopada tego samego roku zadebiutował w teatrze. W połowie lat 80. prowadził telewizyjny program dla dzieci z zagadkami Cojak.
W 1984 roku odznaczony Złotym Krzyżem Zasługi.
W wyborach w 1991 roku kandydował do Sejmu z listy Polskiej Partii Przyjaciół Piwa.

## Życie prywatne
Mąż Ewy Serwy i ojciec Zuzanny Galii, także aktorek.

## Nagrody
- 1974 – Srebrna Iglica
- 1979 – Nagroda w Opolu na V OKT – wyróżnienie za rolę tytułową w „Mazepie”
- 1980 – nagroda prezydenta miasta Bydgoszczy za rolę w „Wyspie” Athola Fugarda w Szczecinie na XV OPTMF
- 1984 – Złoty Krzyż Zasługi

## Teatr (angaże)
- Teatr Polski we Wrocławiu (1965–1972),
- Teatr im. Juliusza Słowackiego w Krakowie (1972–1981),
- Teatr Komedia w Warszawie (1981–1982),
- Teatr Bagatela w Krakowie (1982–1983),
- Teatr Narodowy (1983–1990).

## Filmografia
- 1963: Rozwodów nie będzie – Tadek
- 1964: Beata – Matador
- 1964: Banda – Kostek
- 1965: Niedziela sprawiedliwości
- 1965: Chwila pokoju – Radziecki zwiadowca
- 1966: Bumerang – Władzio
- 1972: Anatomia miłości – aktor (niewymieniony w czołówce)
- 1974: Opowieść w czerwieni – Gralewski
- 1975: Bielszy niż śnieg – Kamerzysta
- 1976: Za metą start – inżynier Ulaniuk
- 1982: Popielec – Morwawa
- 1986: Zmiennicy – Rekwizytor
- 2002: Kasia i Tomek – Tata Tomka
- 2005: Tak miało być – Zygmunt (odc. 16)

### Przed kamerą gościnnie
- 2019: Na sygnale jako Kazimierz (odc. 216)
- 2017: Na dobre i na złe – taksówkarz (odc. 662)
- 2017: Wojenne dziewczyny – dozorca (odc. 11)
- 2009: Czas honoru – kościelny (odc. 15)
- 2008: Na dobre i na złe – Jan (odc. 322 i 323)
- 2006: Na dobre i na złe – pacjent Tadeusz (odc. 275)
- 2005: Magda M. – Tokarczyk
- 2005: Na dobre i na złe – pacjent Marek (odc. 198)
- 2004: Kryminalni – Karol Walik, właściciel ciężarówki (odc. 13)
- 2004–2005: Oficer – Strażnik w Łazienkach
- 2004: Na dobre i na złe – Sebastian (odc. 198)
- 2004–2006: Pensjonat pod Różą – Emil Matlak (odc. 32)
- 2002: Na dobre i na złe – Wijewski (odc. 91)
- 2001: Na dobre i na złe – Pacjent (odc. 70)
- 1996: Ekstradycja 2 – Policjant na Mazurach
- 1988–1991: Pogranicze w ogniu – Księgarz Karol
- 1964: Zakochani są między nami – Plażowicz (niewymieniony w czołówce)

### Reżyseria dubbingu
- 2014: Tajemnicze Złote Miasta
- 2013: Puppeteer
- 2013: Might & Magic Heroes VI
- 2012: Strażak Sam
- 2011: The Elder Scrolls V: Skyrim
- 2011: ABC literkowe chochliki
- 2011: Abby w krainie czarów
- 2011: Postaw na sport
- 2011: Zielono mi
- 2011: Kochaj Ziemię
- 2011: Abby i latająca szkoła wróżek
- 2010: Tomek i przyjaciele
- 2009: Abby i latająca szkoła wróżek
- 2008: Kryptonim: Klan na drzewie – Operacja: W.Y.W.I.A.D.
- 2008: Sam & Max: Sezon 1
- 2008: Pradawny ląd 13: Mądrość przyjaciół
- 2007: ABC literkowe chochliki
- 2007: Magiczne przygody misia Ruperta
- 2007: Zdjęciaki
- 2007: W pułapce czasu
- 2006: Młodzi mistrzowie Shaolin
- 2006: Happy Feet: Tupot małych stóp
- 2006: Życie oceanów 3D
- 2006: Karol wspaniały
- 2006: Pradawny ląd 12: Dzień Lataczy
- 2005: Pradawny ląd 11: Inwazja Minizaurów
- 2005: Awatar: Legenda Aanga
- 2005: Wspaniałe pustkowie. Spacer po księżycu 3D
- 2005: Dzikie safari 3D: Południowoafrykańska przygoda
- 2005: Globtroter Grover
- 2005: Spotkania z Noddym
- 2004: Rekiny 3D. Bliskie spotkanie z ginącymi władcami oceanów
- 2004: Megas XLR
- 2003: Xiaolin – pojedynek mistrzów
- 2003: Pradawny ląd 10: Wielka wędrówka Długoszyjców
- 2002: Pradawny ląd 9: Wyprawa nad Wielką Wodę
- 2002: S.O.S. dla planety
- 2002: Bawmy się, Sezamku
- 2002: Dzika rodzinka
- 2001: Elmo i magia gotowania
- 2001–2004: Bliźniaki Cramp
- 2001–2004: Lizzie McGuire
- 2001–2003: Strażnicy czasu
- 2001: Mary-Kate i Ashley w akcji
- 2001: Gwiazdka z Johnnym Bravo
- 2001: Pradawny ląd 8: Wielki chłód
- 2000: Pradawny ląd 7: Kamień zimnego ognia
- 2000: Królowie i królowe
- 2000: George Niewielki
- 2000: Amerykańska opowieść. Skarb wyspy Manhattan
- 1999–2004: Świat Elmo
- 1999–2000: Jam Łasica
- 1999: Sesame English
- 1999: Amerykańska opowieść. Tajemnica potwora z Manhattanu
- 1998–2001: Dzika rodzinka
- 1998–2001: Olinek Okrąglinek
- 1998: Gruby pies Mendoza
- 1998: Pradawny ląd 6: Tajemnica Jaszczurczej Skały
- 1997: Pradawny ląd 5: Tajemnicza wyspa
- 1997–1999: Krowa i Kurczak
- 1997–2001: Teletubisie
- 1997–1998: 101 dalmatyńczyków
- 1996: Miłość i wojna
- 1996: Pradawny ląd 4: Podróż przez mgły
- 1995: Pradawny ląd 3: Czas wielkich darów
- 1994: Pradawny ląd 2: Przygoda w Wielkiej Dolinie
- 1994–1999: Stinky i Jake przedstawiają
- 1994: Yogi: Miś Wielkanocny
- 1994: Richie milioner
- 1993: Lwica Sirga
- 1993−1994: Przygoda na Dzikim Zachodzie
- 1993–1997: Nowe przygody Supermana
- 1992–1997: Szaleję za tobą
- 1991: Amerykańska opowieść. Fievel jedzie na Zachód (druga wersja dubbingowa)
- 1988: Yogi i inwazja kosmitów
- 1988: Pradawny ląd (pierwsza wersja dubbingowa)
- 1987: Wielka ucieczka Misia Yogi
- 1987: Dzielny mały Toster
- 1987: Kocia ferajna w Beverly Hills
- 1996: Amerykańska opowieść (druga wersja dubbingowa)
- 1980–1984: Richie Rich
- 1972: Arka Yogiego
- 1969–1971: Dastardly i Muttley
- 1969–1971: Perypetie Penelopy Pitstop
- 1968–1969: Odlotowe wyścigi
- 1964: Miś Yogi: Jak się macie – Misia znacie? (druga wersja dubbingowa)
- 1958–1988: Miś Yogi

### Dubbing
- 2013: Madagaskar 3 – Mason
- 2012: Risen 2: Mroczne wody – kapitan Gregorius Stalowobrody
- 2012: Piraci!
- 2011: Wiedźmin 2: Zabójcy królów –
  - Rupert Brandhuber,
  - Chudy
- 2011: Abby i latająca szkoła wróżek
- 2011: The Elder Scrolls V: Skyrim
- 2011: Cziłała z Beverly Hills 2 – pan Cortez
- 2010: Shrek Forever
- 2010: True Jackson
- 2009: Pingwiny z Madagaskaru – Mason
- 2008: Kryptonim: Klan na drzewie – Operacja: W.Y.W.I.A.D. – dziennikarz przeprowadzający wywiad
- 2008: Sam & Max: Sezon 1 – Henryk Kreton
- 2007: Lucky Luke na Dzikim Zachodzie – Spike Goodfellow
- 2007: Most do Terabithii – Kenny
- 2006: Gothic III –
  - głosy poboczne,
  - głosy Asasynów
- 2006: Sezon na misia – kaczka Deni
- 2006: Wpuszczony w kanał
- 2005: Awatar: Legenda Aanga – sprzedawca kapusty (odcinek 5)
- 2004: Rogate ranczo – Wesley
- 2004: Opowieści z Kręciołkowa
- 2004: Świątynia pierwotnego zła – różne głosy
- 2003: Księga dżungli 2
- 2003: El Cid – legenda o mężnym rycerzu – Dolfos
- 2003: Old School: Niezaliczona
- 2003: Timon i Pumba – Zazu (odc. 53b)
- 2002: Złap mnie, jeśli potrafisz
- 2002–2005: Co nowego u Scooby’ego?
- 2001–2003: Strażnicy czasu –
  - Józef Stalin (odc.10a),
  - doktor Livingstone (odc. 22a)
- 2001: Spirited Away: W krainie bogów – Aogaeru
- 2000: George Niewielki – gondolier (odc. 17)
- 2000: Nowe szaty króla
- 1998: Mulan – Czi Fu
- 1997: Pożyczalscy
- 1996: Pinokio – Volpe
- 1996: Dinusie – Stanley
- 1994: Aladyn: Powrót Dżafara – Abis Mal
- 1994: Bodzio – mały helikopter
- Przygody Animków –
  - Szczur Roderick,
  - Rocky (odc. 12),
  - sprzedawca Remi (odc. 12),
  - pirat (odc. 13),
  - lokaj Maksa (odc. 33),
  - Kaczor Vader (odc. 40)
- 1990: Muminki – Złośliwy Chochlik (odcinek 50)
- 1988: Denver, ostatni dinozaur – Shades
- 1987: Wielka ucieczka Misia Yogi
- 1985: Yogi, łowca skarbów – Kot Snoop
- 1985-1991: Gumisie –
  - szef Trolli (oprócz odc. 46),
  - Chimera (odc. 8b),
  - smok Bąbelek (odc. 12a),
  - Krasnal Usypiacz (odc. 12b),
  - Unwin (odc. 16a, 37b),
  - syn Lodobrodego (odc. 27a),
  - strażnik Fatalnego Zegara (odc. 32a),
  - odmłodzone ogry (odc. 36a),
  - zbój Rocky (odc. 37a),
  - człowiek, któremu zbóje ukradli złoto (odc. 37a),
  - główny pilot skrzydlański (odc. 38),
  - troll Nip (odc. 46),
  - Buddy (odc. 47)
  - Arti (odc. 55),
  - mnich #1 (odc. 57a)
- 1969–1971: Dastardly i Muttley
- 1969–1971: Perypetie Penelopy Pitstop – Bracia Smutni